# Ctenitis elata
Ctenitis elata är en träjonväxtart som beskrevs av Holtt. Ctenitis elata ingår i släktet Ctenitis och familjen Dryopteridaceae. Inga underarter finns listade.